# Plaża Kleopatry

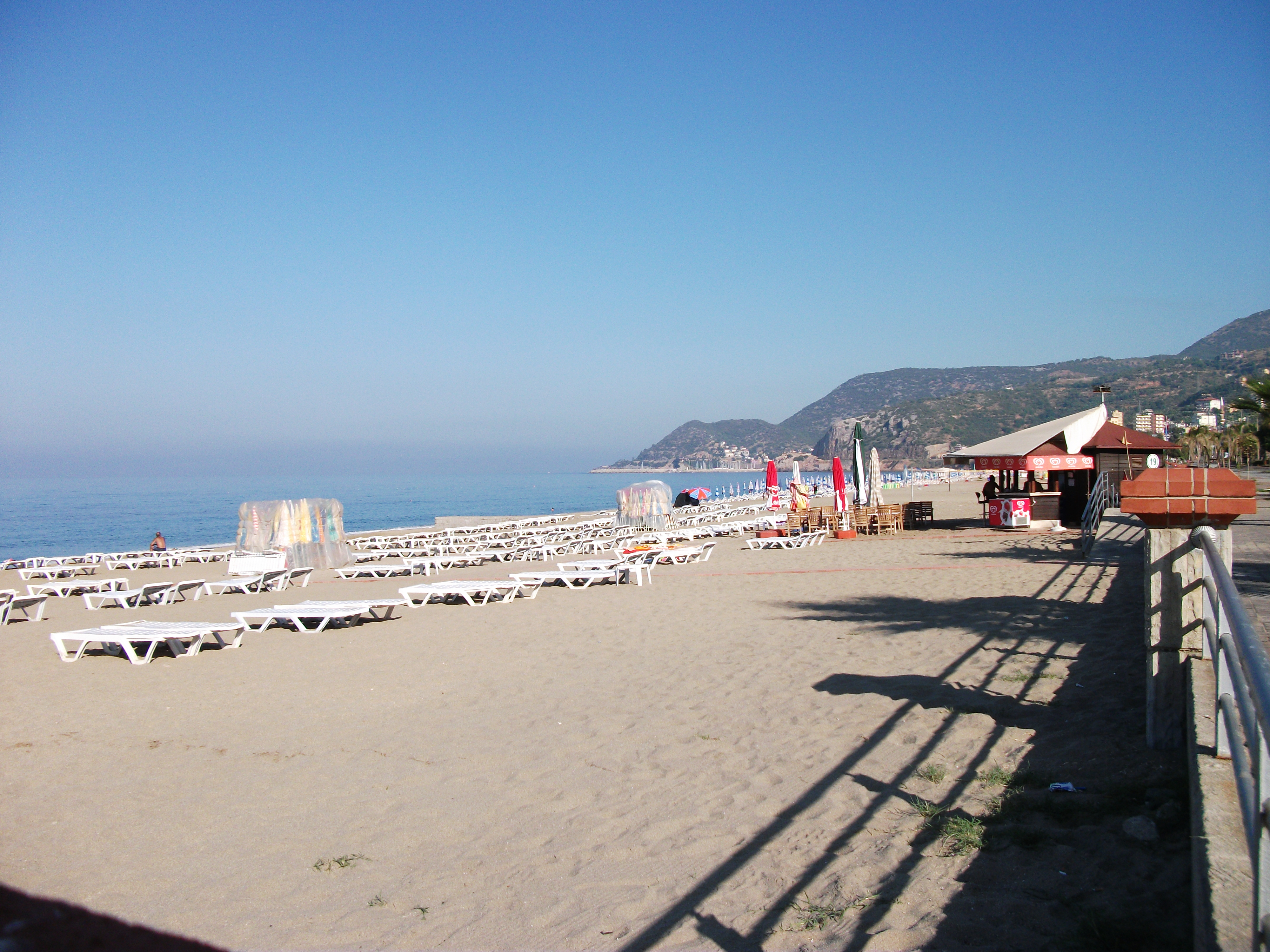
Plaża Kleopatry

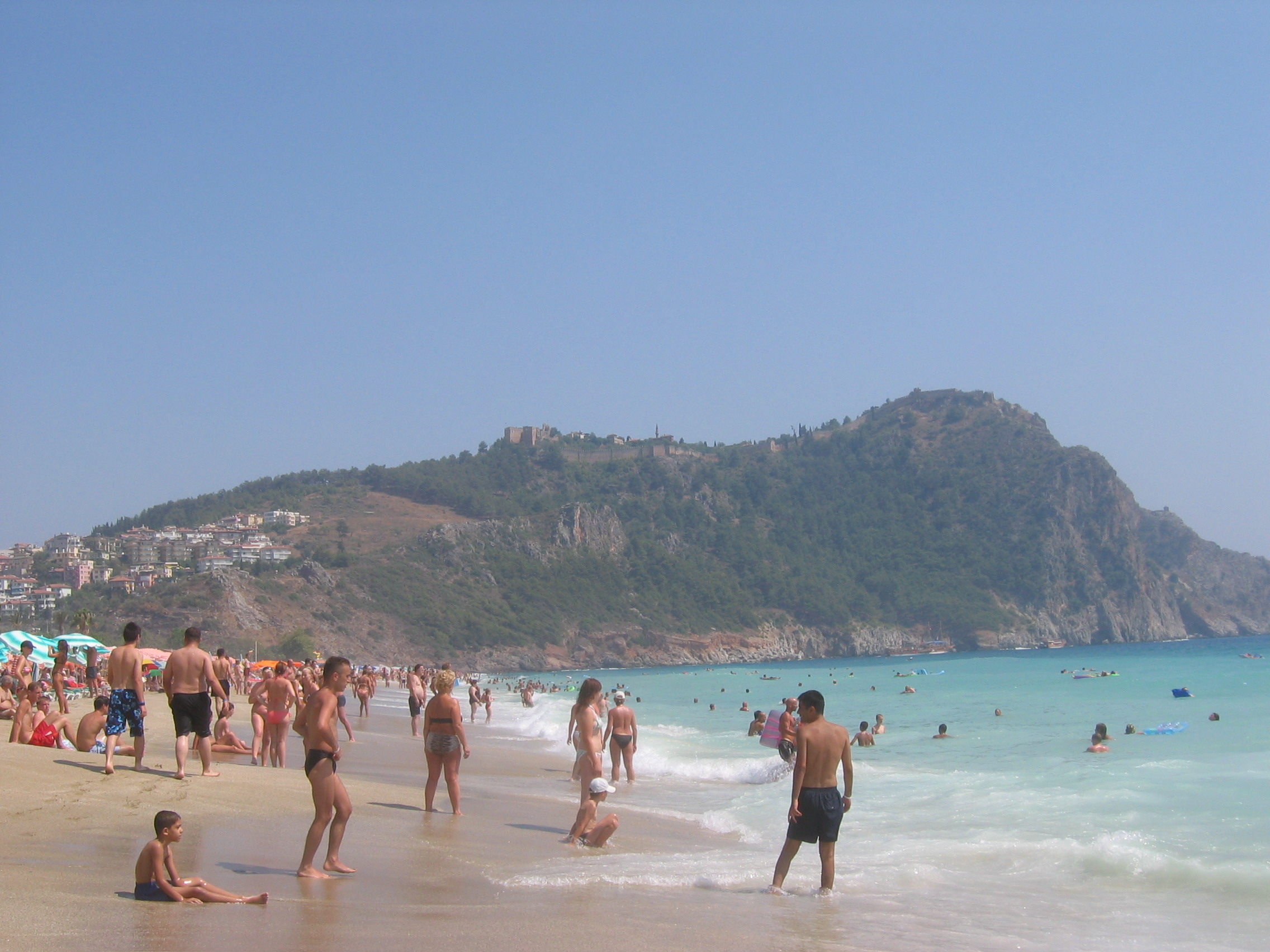
Turyści na Plaży Kleopatry

Plaża Kleopatry (tur. Kleopatra Plajı) – najsłynniejsza i najpopularniejsza plaża w Alanyi (Turcja) o długości ok. 2,5 km, ciągnąca się od Jaskini Damlataş do skrzyżowania bulwaru Atatürka z drogą D400.

## Opis
Plaża piaszczysto-żwirowa z bardziej stromym zejściem oraz czystą, błękitna wodą.

## Nazwa
Według legendy, egipska królowa Kleopatra spotykała się tu z Markiem Antoniuszem. Podobno Marek Antoniusz, tworząc dla niej tę plażę, sprowadził specjalnie piasek z Egiptu.